# Nasi goreng
Pour les articles homonymes, voir Nasi.

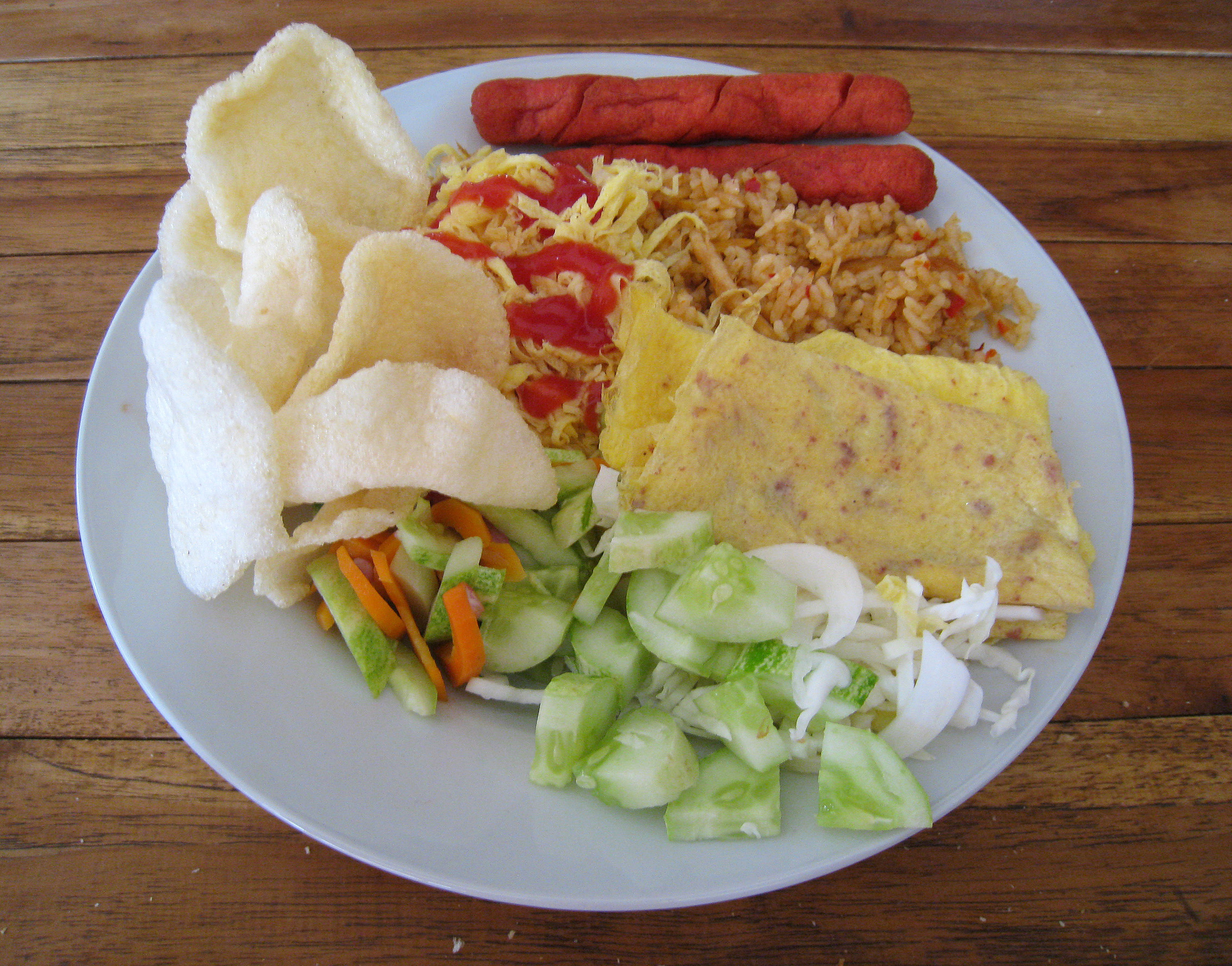
Nasi goreng istimewa (riz frit), accompagné ici de saucisses et d'œuf, d'un cracker et de chips de crevette.

Le nasi goreng, qui signifie littéralement « riz frit » en indonésien et en malais est, comme son nom l'indique un plat de riz frit dans de l'huile, assaisonné de kecap manis (sauce soja sucrée), d'échalote, d'ail, de tamarin, accompagné d'autres ingrédients, comme de l'œuf, du poulet et des crevettes. Bien que ce plat soit très emblématique de la cuisine indonésienne, il est aussi très populaire en Malaisie, à Singapour et aux Pays-Bas.
Le nasi goreng est désigné comme « plat national » de l'Indonésie,, mais n'est qu'une des nombreuses composantes de la cuisine indonésienne.

## Ingrédients
Le nasi goreng se distingue des autres riz frits asiatiques par l'emploi généreux de sauce soja sucrée et d'épices. Il est également recouvert de krupuk et de bawang goreng (échalotes frites).
Les ingrédients principaux du nasi goreng sont le riz précuit et frit et le kecap manis, sel, ail, échalote, cébette, noix de muscade, curcuma, huile, oignon, sucre de palme, bumbu, et tranches de concombre et tomate en garniture. On peut également retrouver du poivre noir, du terasi (pâte de crevette), ou de la sauce de poisson. À l'origine optionnel, l'ajout d'un œuf renomme le plat en nasi goreng spesial (pakai telur).

### Condiments
Le nasi goreng contient des condiments et des garnitures, tels que :
- bawang goreng : échalote frite ;
- kerupuk : chips de crevettes ou emping ;
- acar : pickles de légumes.

## Recettes
Il n'existe pas de recette unique du nasi goreng. Comment faire une version indonésienne du riz frit maison. Les ingrédients basiques sont le riz, un mélange d'épices (bumbu) à base d'échalote, d'ail, de poivre et de sauce soja sucrée. Certaines recettes incluent de la saus tiram (sauce d'huître), de l'ang ciu (vin rouge de cuisine chinois), du kecap ikan (nuoc-mâm), ou du kecap inggris (sorte de sauce Worcestershire).
Le nasi goreng est une variante des nombreux plats de riz frits communs en Indonésie, en Malaisie et à Singapour. Il existe des recettes similaires aux Philippines, le sinangag, et le riz frit thaï en Thaïlande.

### Indonésie

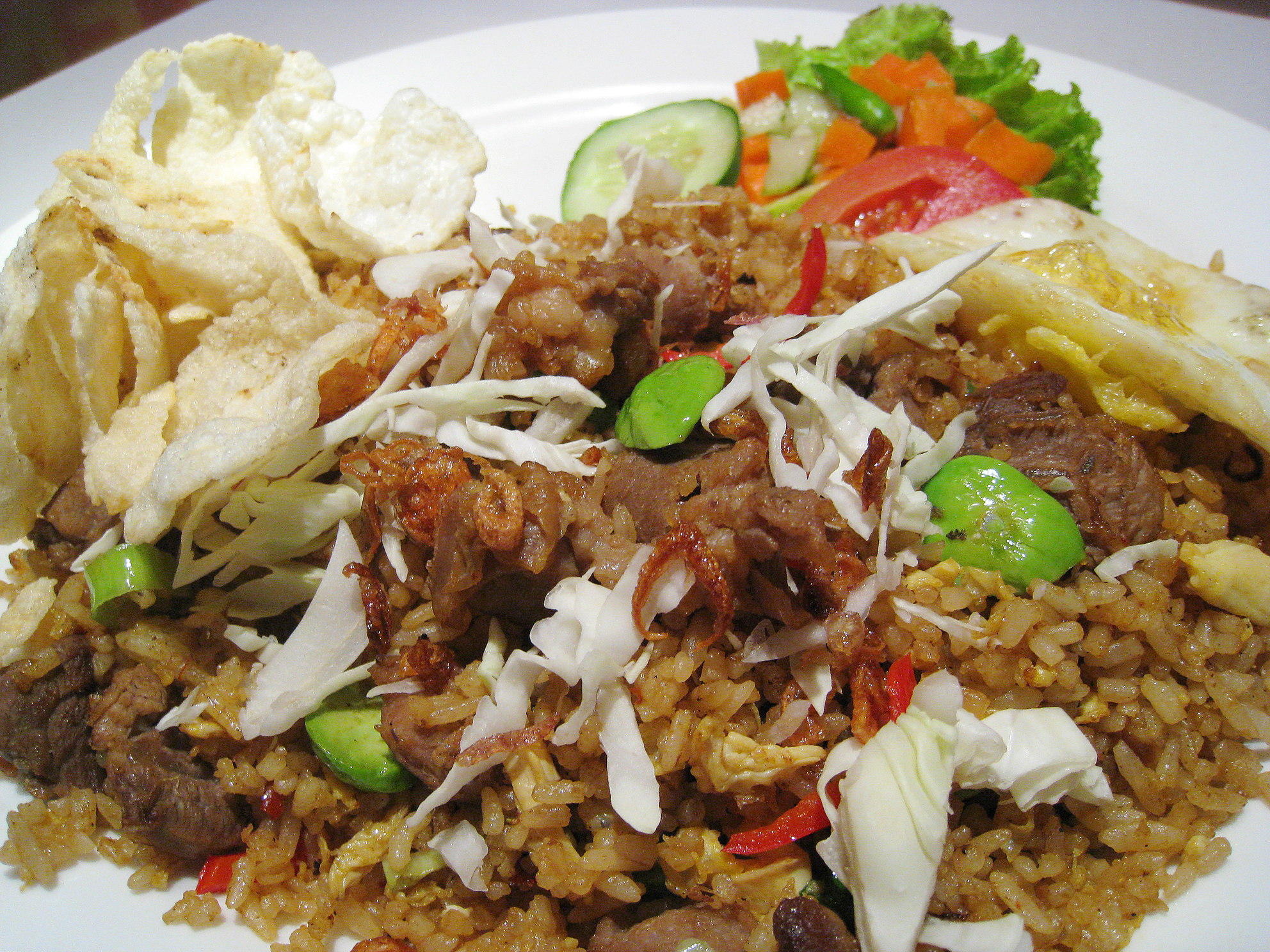
Nasi goreng avec des fèves et de la viande de chèvre à Jakarta.

Dans la plupart des endroits en Indonésie, le nasi goreng est cuit avec de la sauce soja sucrée. Cependant, dans l'est de l'archipel (Sulawesi et Moluques), on n'utilise pas de sauce soja mais de la sauce tomate. Cette recette est alors appelée nasi goreng merah (riz frit rouge) ou nasi goreng Makassar d'après le nom de la capitale du sud de Sulawesi. D'autres recettes comme le nasi goreng teri Medan utilisent l'anchois de Medan mais pas de kecap manis, ce qui confère au plat une couleur similaire au riz frit chinois ou au chahan japonais.
Dans la majorité des recettes de nasi goreng, on utilise du poulet et des œufs. Mais il n'est pas rare de trouver d'autres ingrédients : nasi goreng kambing (viande de chèvre), nasi goreng pete/petai (avec des fèves), nasi goreng jamur (champignons), nasi goreng sapi (bœuf), nasi goreng udang (crevettes), nasi goreng seafood (fruits de mer), nasi goreng ikan asin (poisson salé), nasi goreng kampung et nasi goreng Jawa.

### Malaisie et Singapour

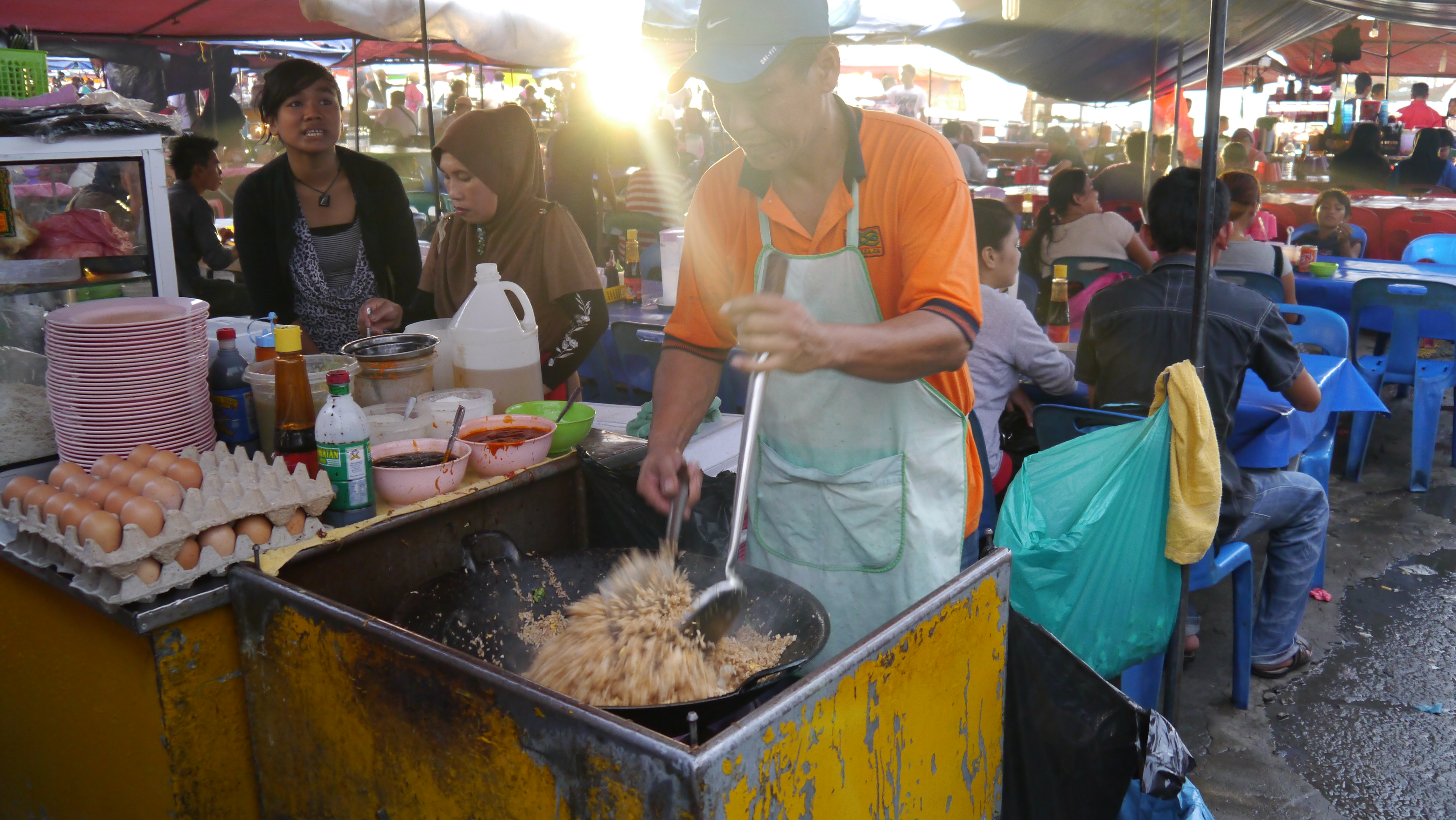
Cuisinier faisant un nasi goreng sur un marché de Kota Kinabalu (Sabah).

Le nasi goreng est très répandu en Malaisie et à Singapour. On peut y trouver de nombreuses recettes, comme le nasi goreng kampung (anchois, poisson, kangkong), nasi goreng USA (œuf et bœuf frits dans une sauce pimentée), nasi goreng pattaya (riz frit enveloppé dans une omelette), nasi goreng ikan masin (poisson salé), nasi goreng seafood (crevettes, calamars, crabe) et nasi goreng belacan. Compte tenu des importantes communautés chinoises, les recettes chinoises de riz frit comme le  yeung chow concurrencent le nasi goreng.

### Pays-Bas

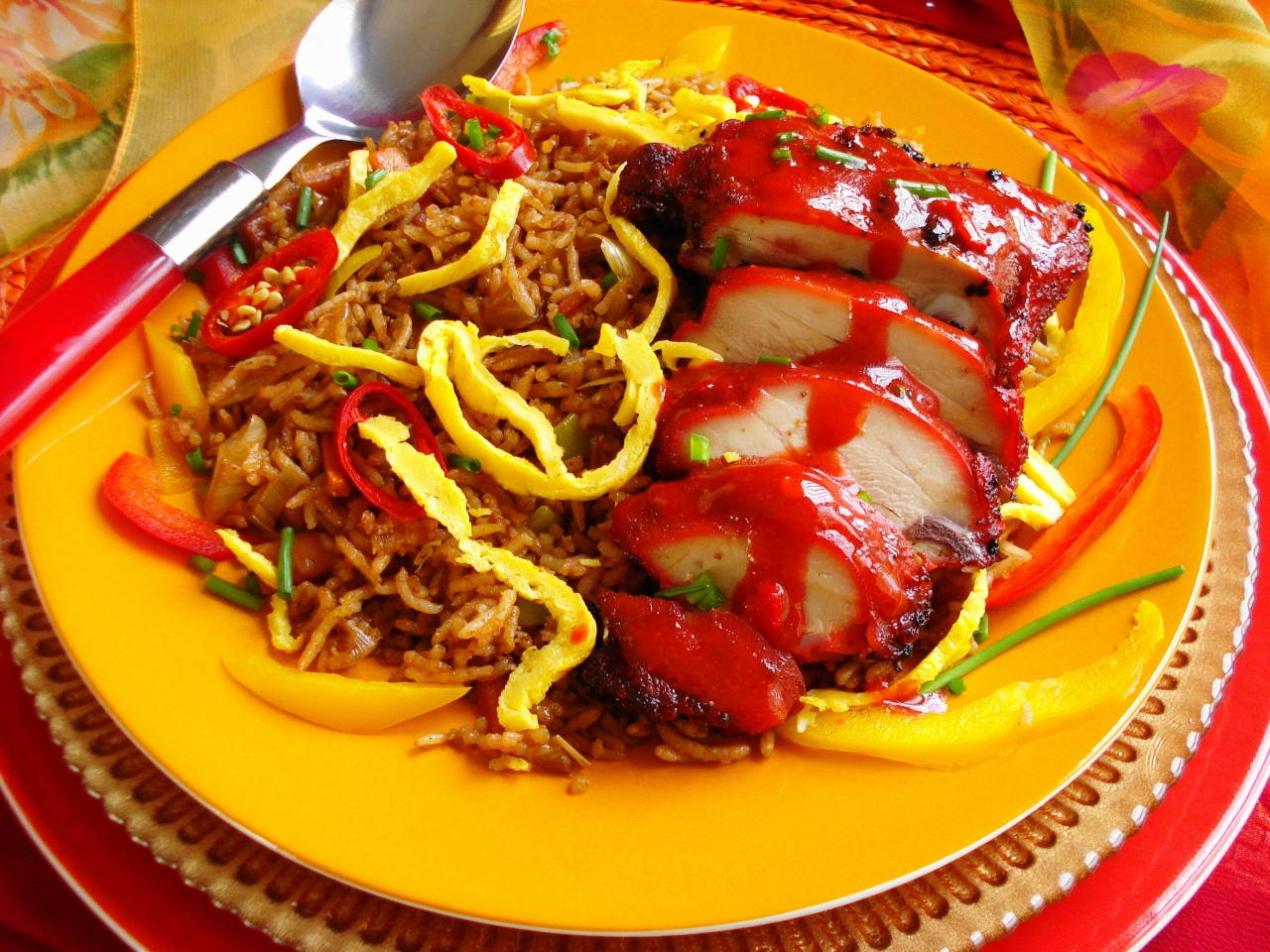
Nasi goreng aux Pays-Bas, d'influence indonésienne et surinamienne.

Aux Pays-Bas, la cuisine indonésienne est très présente, due au passé colonial du pays. On la trouve ainsi en restauration et en grande distribution. En Flandre, le terme nasi goreng désigne n'importe quel riz frit asiatique en général. Diverses recettes ont été développées, dont certaines inspirées par l'apport de la cuisine du Suriname. Le nasi goreng a aussi été transformé en snack appelé nasischijf (néerlandais pour « disque de riz »).

## Galerie

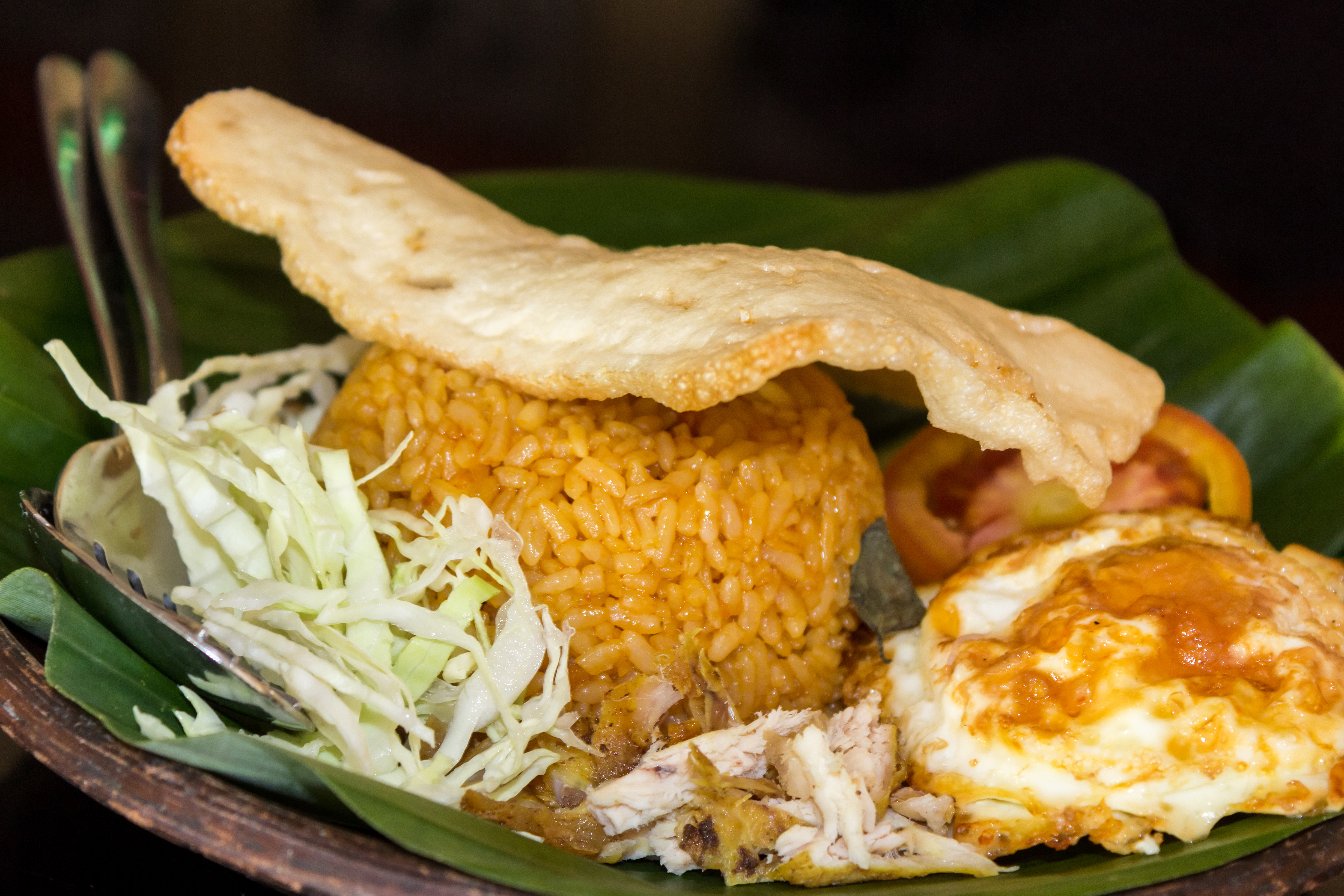
Nasi goreng avec du poulet, de l'œuf et des krupuk.
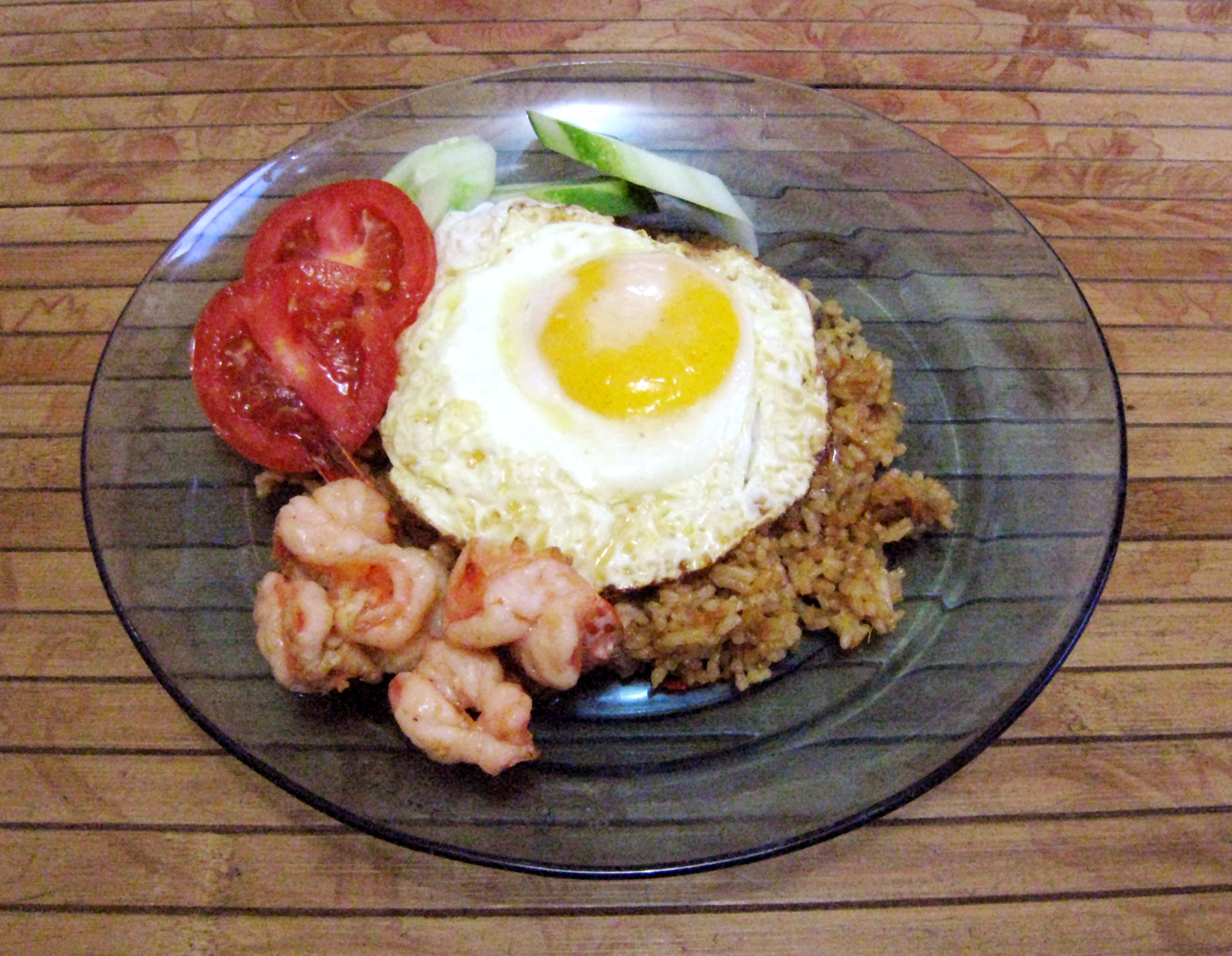
Nasi goreng avec des crevettes et des œufs, petit déjeuner typique indonésien.
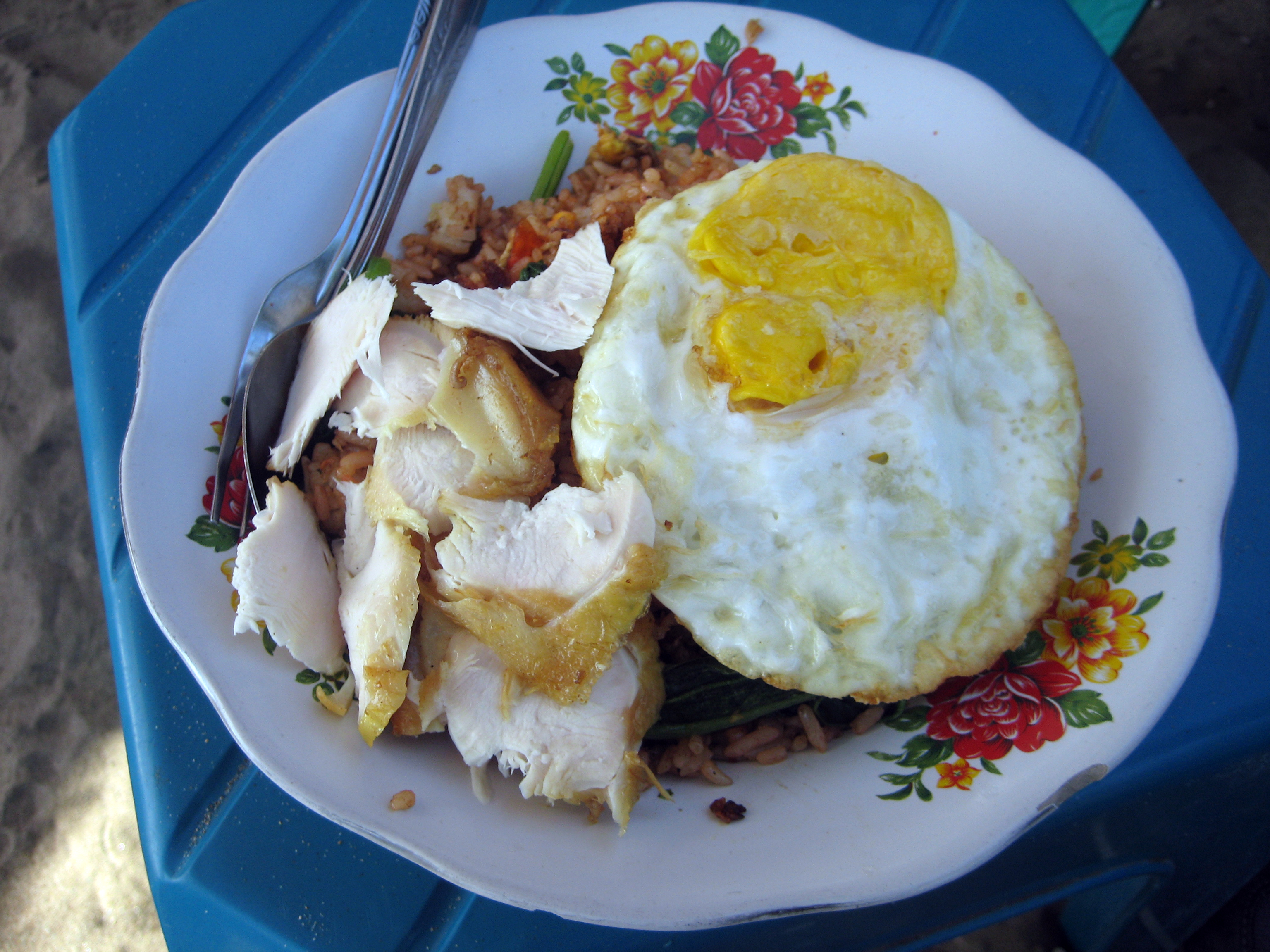
Nasi goreng avec du poulet et de l'œuf à Bali.
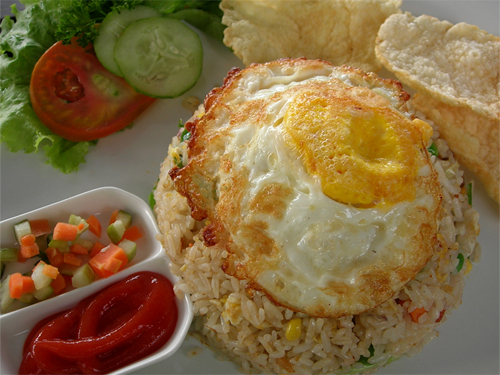
Nasi goreng avec du poisson et des œufs.
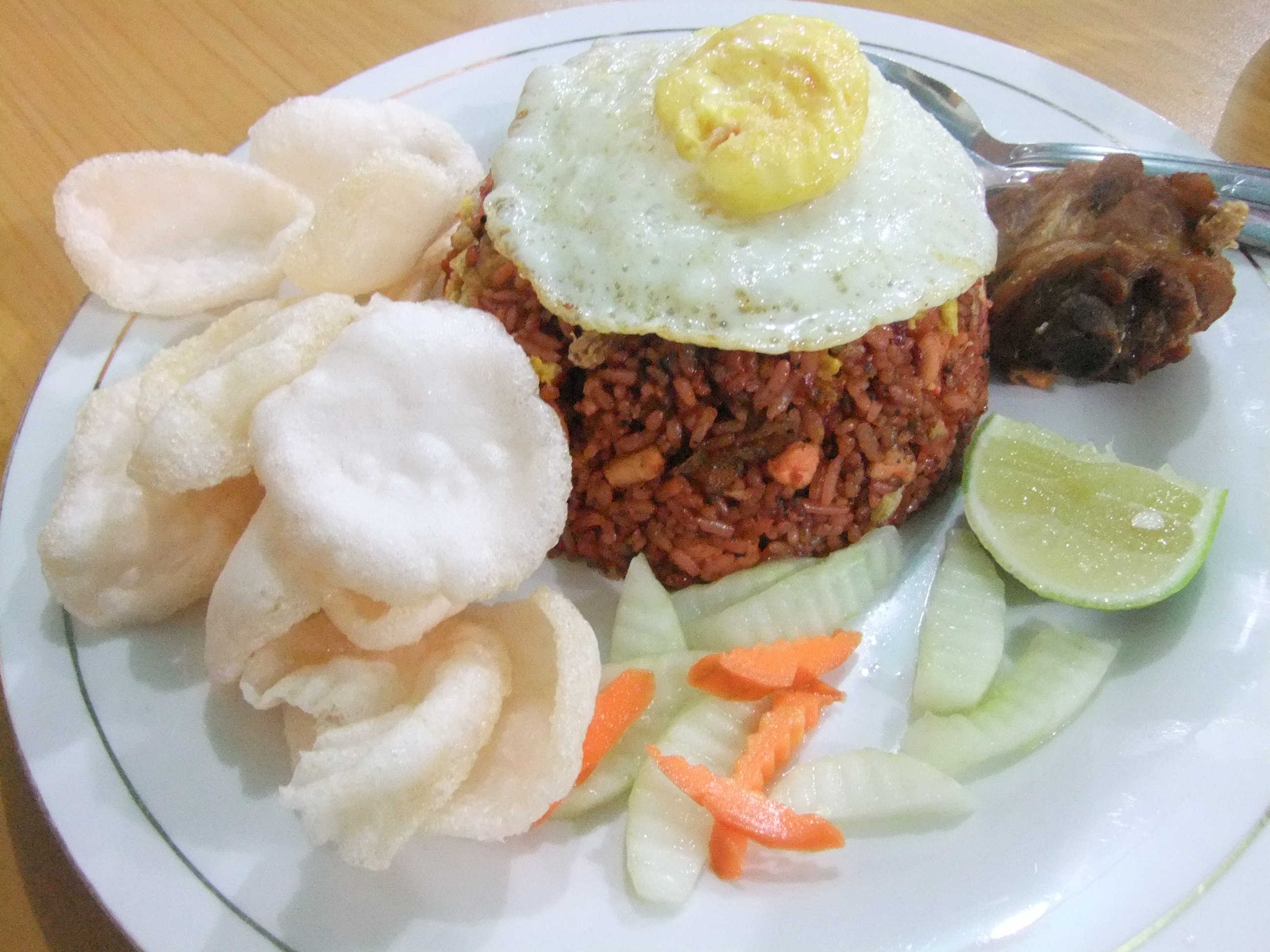
Nasi goreng rouge de Rantepao, au sud de Sulawesi.
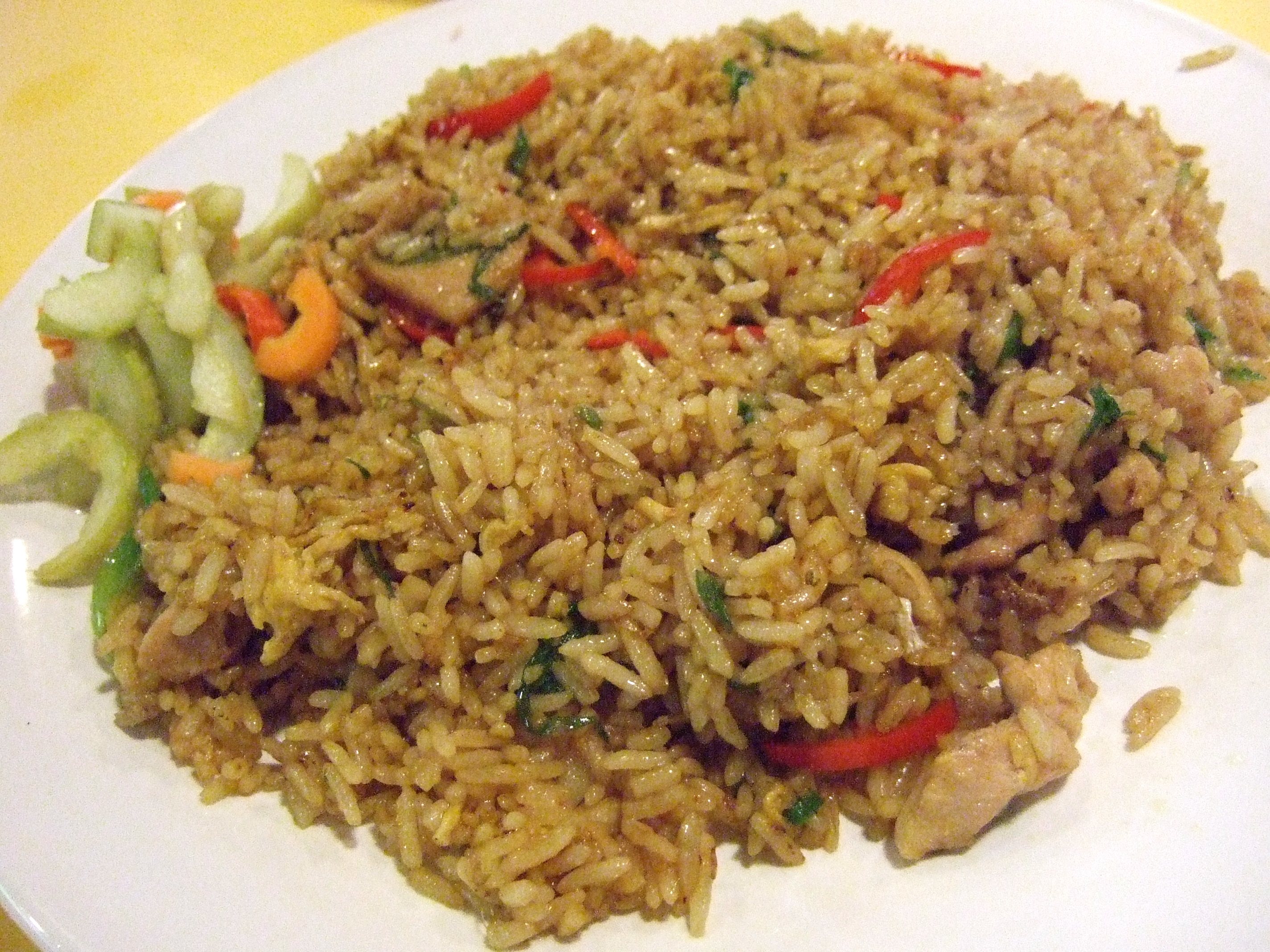
Nasi goreng « chinois » à Jakarta.
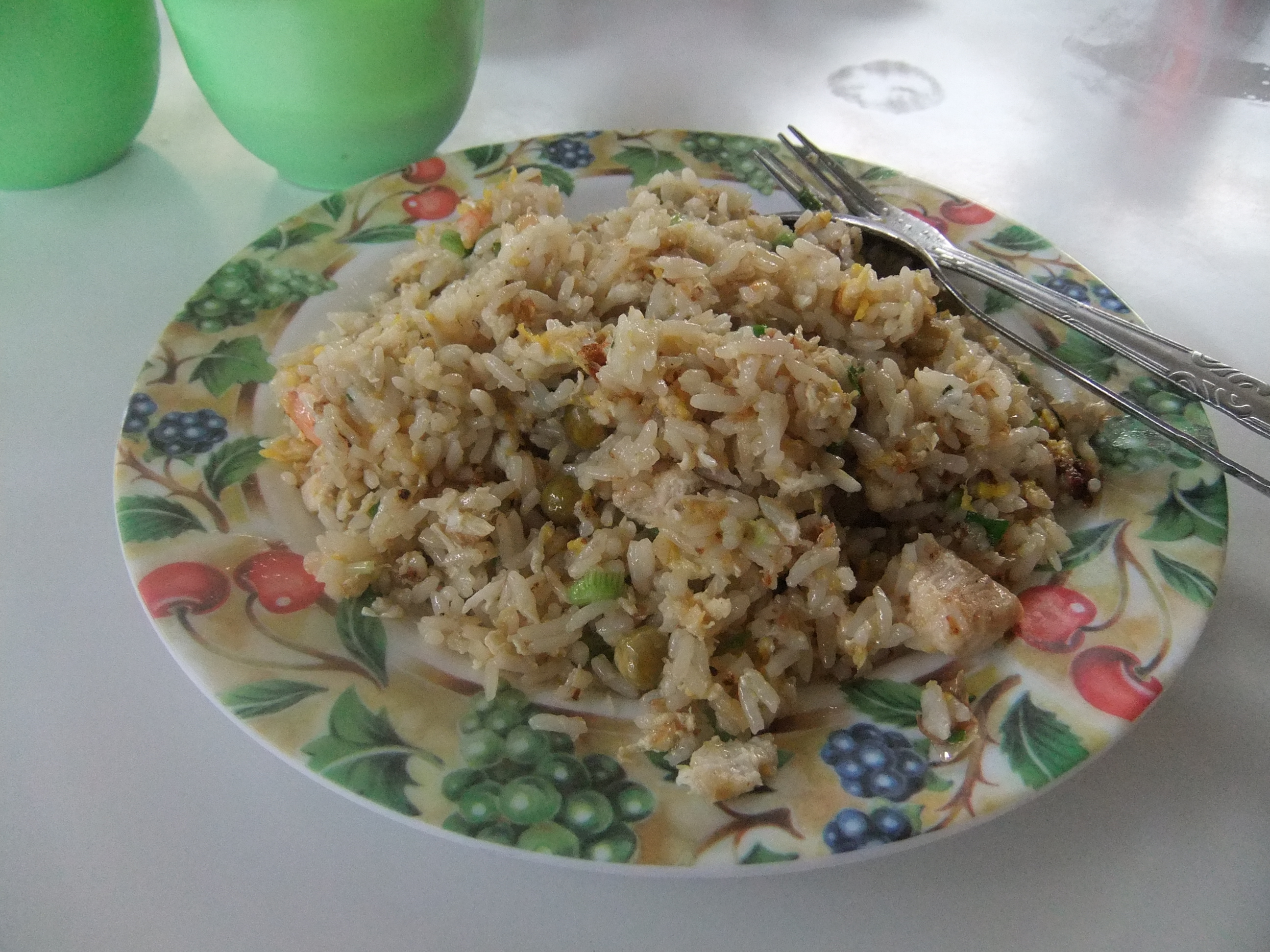
Nasi goreng « Hong Kong », à Mataram (Lombok).
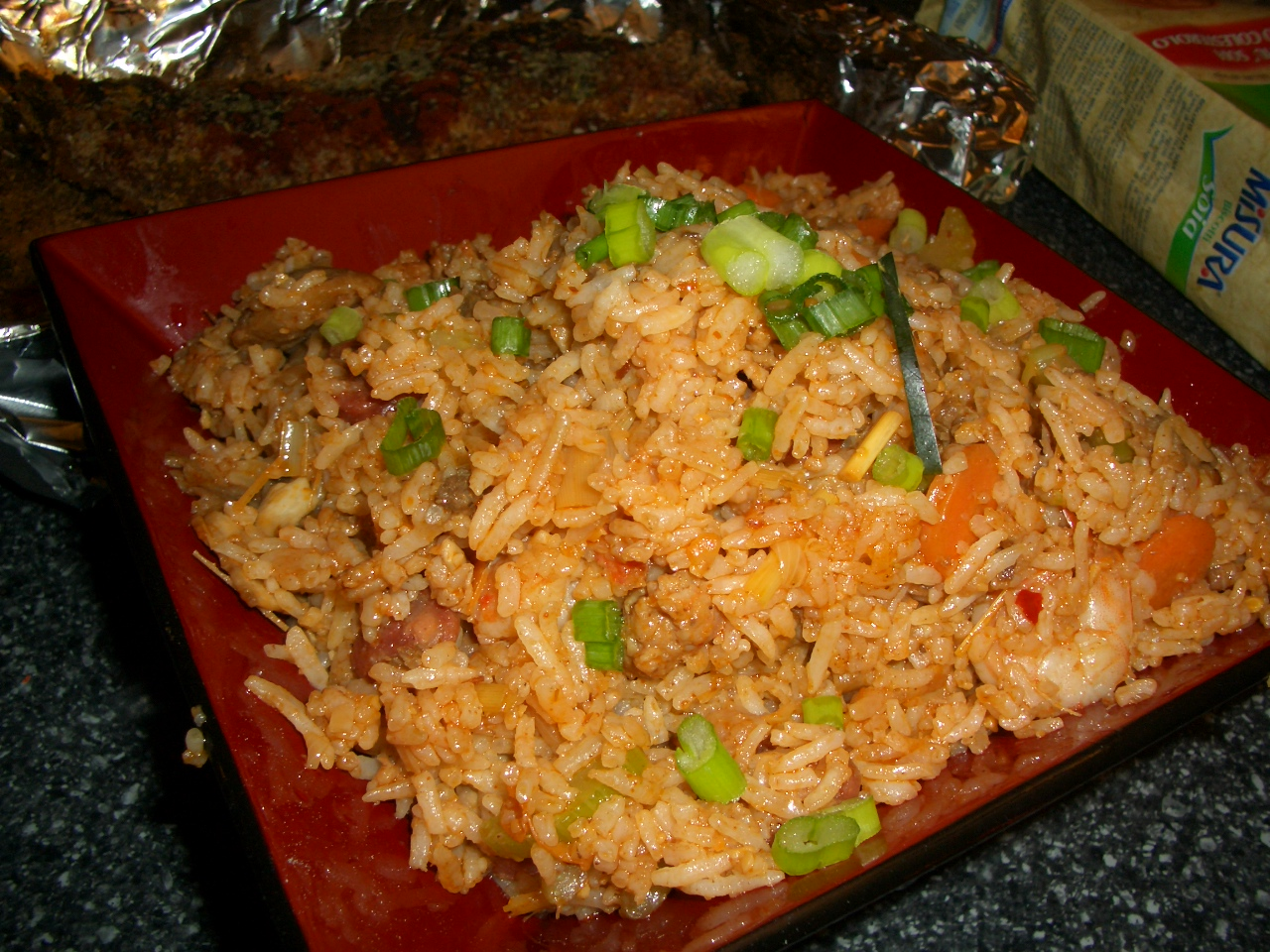
Nasi goreng à Singapour.
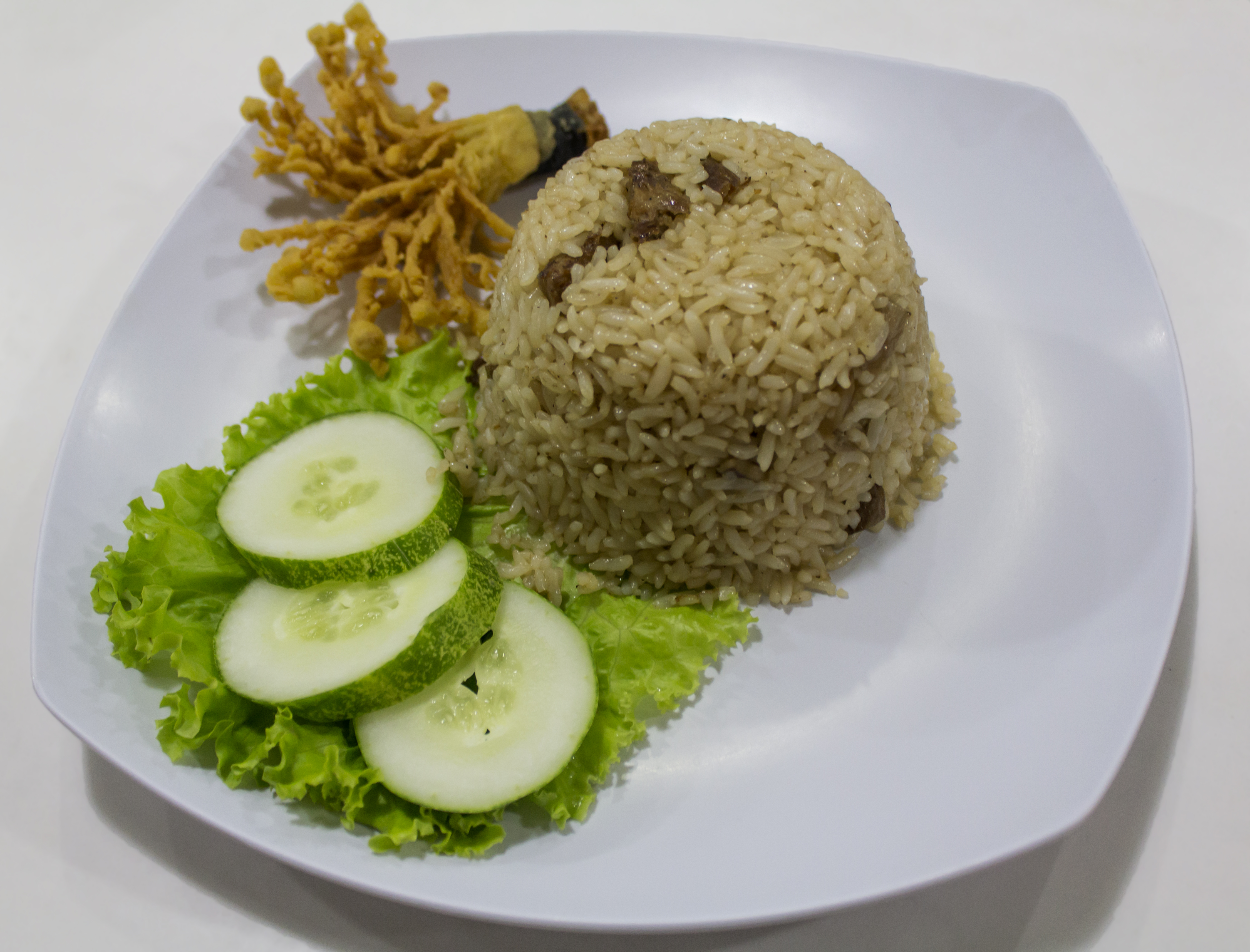
Nasi goreng aux champignons à Yogyakarta.
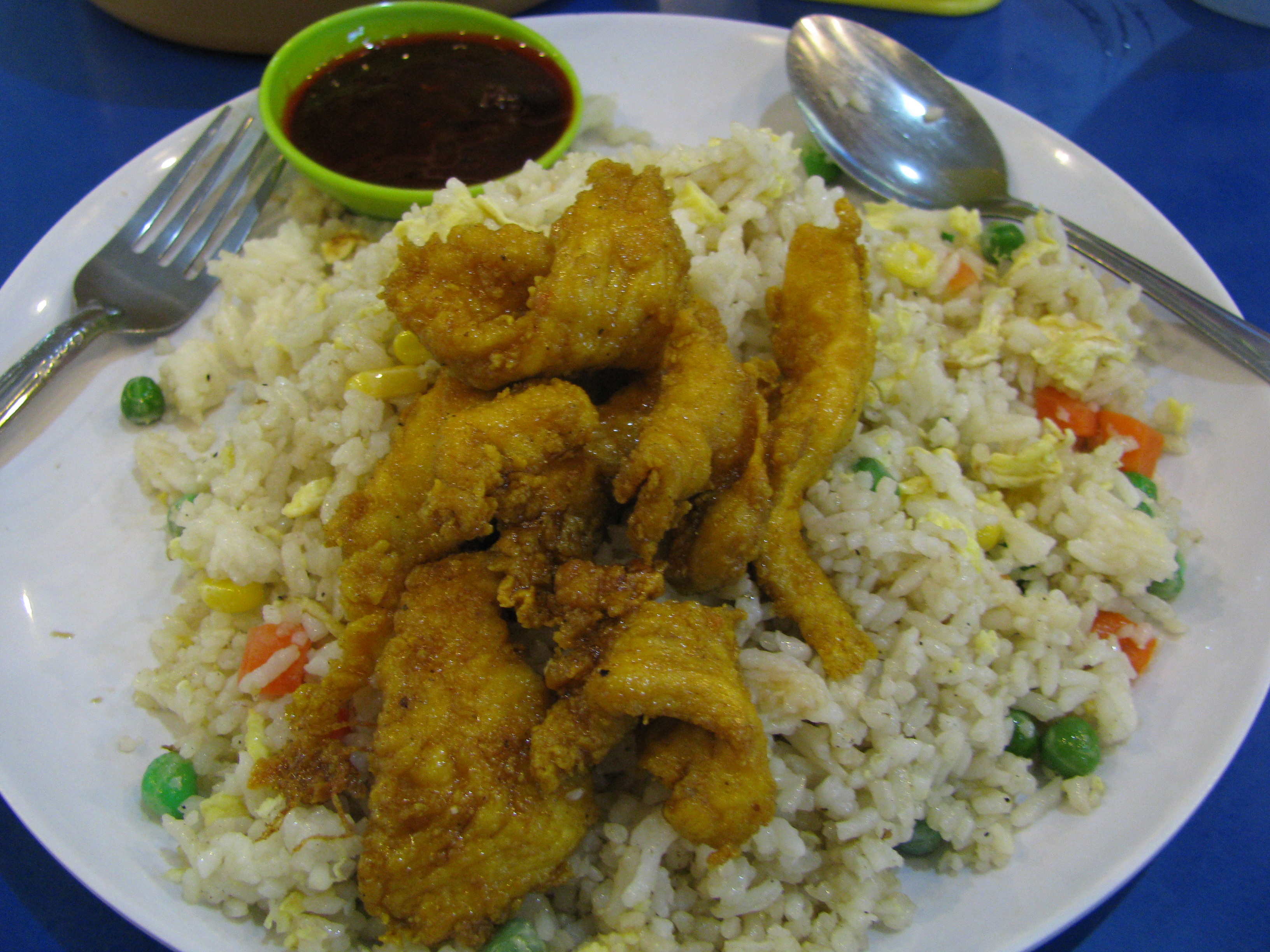
Nasi goreng aux fruits de mer à Sandakan, Sabah (Malaisie).